# حديقة تشرين
حديقة تشرين هي إحدى أكبر الحدائق في سورية، تبلغ مساحتها أكثر من 100 هكتار مزروعة بمساحات خضراء واسعة. حلت محل بساتين كيوان الدمشقية الشهيرة بنهاية العام 1969.

## موقع
تتخذ شكلًا مثلثًا محصورة ما بين شارع شكري القوتلي جنوبًا وشارع جواهر لال نهرو شرقًا وشمالًا شرقًا وشارع الحرية شمالًا غربًا، و تبلغ مساحتها /34/هكتارًا أي ما يعادل /340000/م2. ويتمتع موقعها بخصوصية رائعة وذلك من حيث قربها لمركز المدينة وإلى موقع دمشق القديمة ومخرج دمشق الغربي.

## أبواب الحديقة
1. باب السلام.
2. باب الشامي.
3. باب الامويين.
4. باب القوتلي.
5. باب الربوة.

## تصميم الحديقة
تعتمد الفكرة الأساسية لتصميمها على أربعة محاور رئيسية، تنطلق من المداخل الأربعة للحديقة، ويتشعب من هذه المحاور، الممرات الفرعية التي تصل إلى عناصر الحديقة الداخلية، مزروعة بمساحات خضراء واسعة متدرجة، وبمختلف أنواع الأشجار وشجيرات الزينة والأزهار المتنوعة في تناسق بديع ينم عن فن وتصميم رائع، يخترقها نهر تورا في منتصفها. ويتميز المخطط العام لحديقة تشرين باعتماده على الطراز المختلط الذي يجمع الطرازين الهندسي والطبيعي.

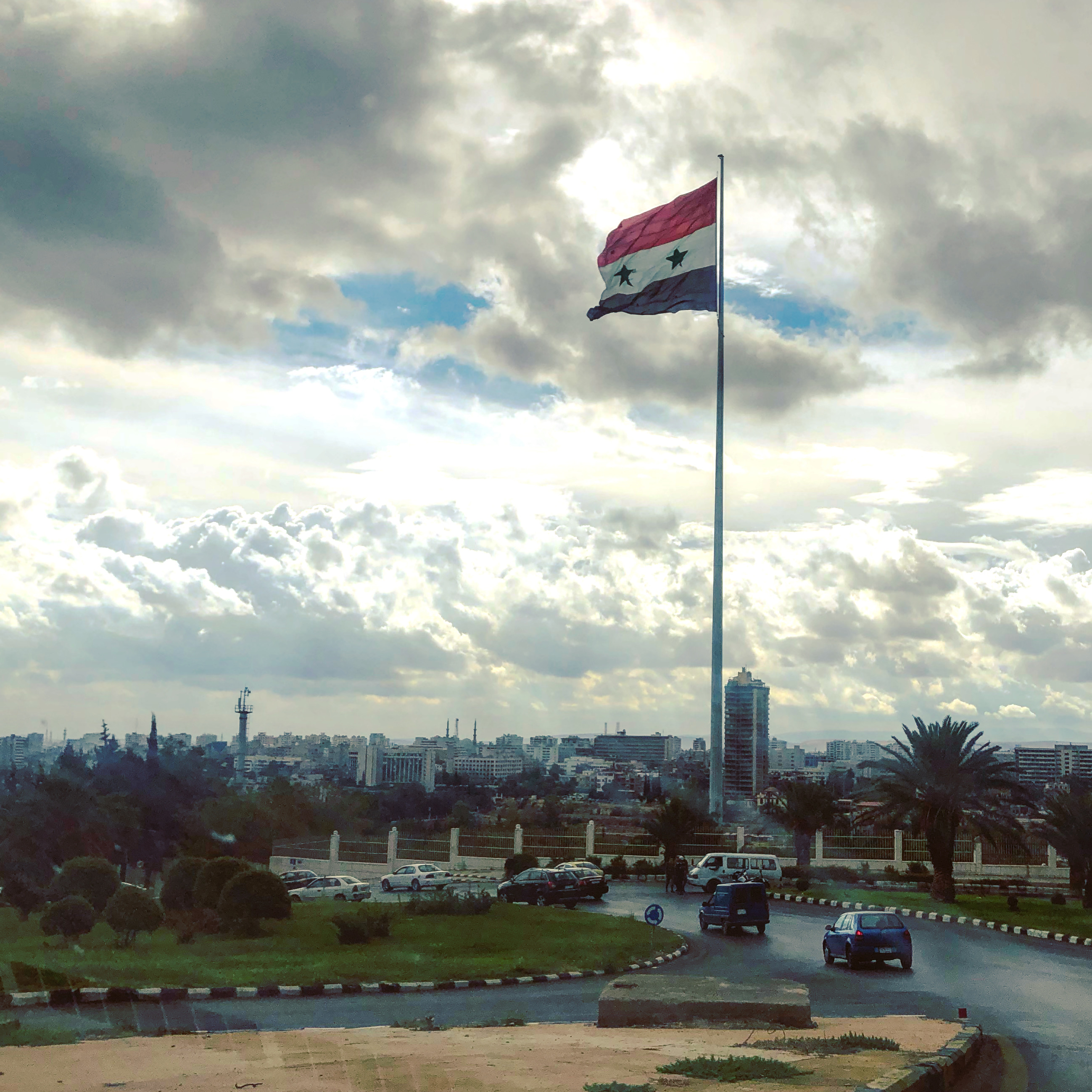
سارية العلم

كما يوجد في الحديقة أعلى سارية علم في سورية بارتفاع 107 أمتار تحمل العلم السوري، ومقر الجمعية السورية للمعلوماتية.
كما تمتلك جدار مدون عليه أحداث حرب تشرين و بطولات السوريين في المعركة.